# Соломон (Аризона)
Соломон (енгл. Solomon) насељено је место без административног статуса у америчкој савезној држави Аризона.

## Демографија
По попису из 2010. године број становника је 426.
| Група             | 2000.    | 2010.       |
| Белци             | 0 (0,0%) | 89 (20,9%)  |
| Афроамериканци    | 0 (0,0%) | 0 (0,0%)    |
| Азијати           | 0 (0,0%) | 6 (1,4%)    |
| Хиспаноамериканци | 0 (0,0%) | 323 (75,8%) |
| Укупно            | 0        | 426         |